# Куавиллер
Куавилле́р (фр. Coyviller) — коммуна во французском департаменте Мёрт и Мозель, региона Лотарингия. Относится к  кантону Сен-Николя-де-Пор.

## География
Куавиллер расположен в 13 км к югу от Нанси. Соседние коммуны: Розьер-о-Салин на востоке, Бюртекур-о-Шен и Азело на западе, Манонкур-ан-Вермуа на севере.

## История
- Этимология названия Куавиллер связана с фр. corylus, лещина.
- На территории коммуны находятся следы мустьерской культуры среднего палеолита и галло-романского периода.

## Демография
Население коммуны на 2010 год составляло 138 человек.
| 1962 | 1968 | 1975 | 1982 | 1990 | 1999 | 2010 |
| ---- | ---- | ---- | ---- | ---- | ---- | ---- |
| 104  | 103  | 88   | 120  | 127  | 130  | 138  |